# Adam West
Adam West (født 19. september 1928 i Walla Walla, Washington, USA som William West Anderson, død 9. juni 2017 i Los Angeles, Californien, USA) var en amerikansk nyhedsvært, stemmeskuespiller og skuespiller, der blandt andet spillede Batman i en tv-serie fra 1966-1968. Han har dog også spillet andre roller i både film og tv-serier. Han har også lagt stemme til tegnefilm i blandt andet Family Guy og Batman. Inden da var han dog nyhedsoplæser på en tv-kanal tilhørende den amerikanske hær.
West giftede sig første gang i 1950 i et ægteskab, der varede seks år. Året efter skilsmissen giftede han sig med en fra Tahiti, som han fik to børn med, inden de forlod hinanden fem år senere. I 1970 giftede han sig for tredje gange. De fik to børn sammen. West døde 9. juni 2017 af leukæmi.